# 葡萄牙第三共和国
葡萄牙第三共和国（葡萄牙語：Terceira República Portuguesa）是葡萄牙“新国家”独裁政权被康乃馨革命推翻后建立并延续至今的一个政体。这个政体在建立之初并不稳定，内战随时都有可能爆发。随后，经民选产生的制宪会议起草了一部新的宪法，该宪法废除了言论审查制度，保障了言论自由，并赦免了新国家时期的政治犯，还在非洲推行去殖民化政策，允许殖民地独立。葡萄牙最终于1986年加入欧盟的前身欧洲经济共同体。